# Hanns Vogl
Hanns „Johann“ Vogl (* 2. September 1920 in Rosenheim) ist ein Brigadegeneral außer Dienst des Heeres der Bundeswehr.

## Leben
Vogl, Sohn eines Amtmanns, trat am 25. Oktober 1940 als Offizieranwärter bei der schweren Artillerie-Ersatz-Abteilung 109 in Wien in die Wehrmacht ein. Er wurde als Geschützführer bei der 6. Batterie des Artillerie-Regiments 102 in der Sowjetunion eingesetzt und am 1. Februar 1942 zum Leutnant befördert. Ab März 1942 war er Vorgeschobener Beobachter beim Panzer-Artillerie-Regiment 102 in den Räumen Kursk und Woronesch. Am 19. August 1942 wurde er schwer verwundet. Ab November 1942 wer er Ausbilder in der Artillerie-Ersatz-Ausbildungs-Abteilung 102 in Olmütz und ab Januar 1943 Artillerielehroffizier an der Unteroffizierschule in Königsbrück. Danach war er von März 1943 bis März 1945 Abteilungs-Adjutant, Batteriechef, Abteilungsführer und Regiments-Adjutant im Panzer-Artillerie-Regiment 16 mit Einsatz in Italien, der Sowjetunion und Ostdeutschland. Am 1. April 1944 wurde er zum Oberleutnant ernannt. Am 16. März 1945 erneut schwer verwundet, verbrachte er das Ende des Zweiten Weltkriegs im Lazarett. Im Mai und Juni 1945 war er in US-amerikanischer Kriegsgefangenschaft.
Vom März 1946 bis Oktober 1948 studierte Vogl Betriebswirtschaftslehre an der Ludwig-Maximilians-Universität München, wurde am 7. Oktober 1948 Diplom-Kaufmann und war von Juli 1949 bis April 1956 kaufmännischer Angestellter bei der Firma Fruco in Rosenheim und der Firma Gebrüder Märg.
Am 4. April 1956 trat Vogl als Hauptmann in die Bundeswehr ein und wurde zunächst Sachbearbeiter im Bundesministerium der Verteidigung in Bonn und im Wehrbereichskommando VI in München. Ab August 1956 war er Standort-Offizier Brannenburg-Degerndorf am Inn, ab Februar 1958 Kommandant Stabsquartier des Wehrbereichskommandos VI in München, ab August 1959 Batteriechef im Gebirgsartilleriebataillon 235 in Bad Reichenhall und ab Dezember 1959 Batteriechef, Stabsoffizier für Logistik (S 4) und stellvertretender Bataillonskommandeur des Panzerartilleriebataillons 245 in Landshut. Anschließend wurde er im Oktober 1963 Hörsaalleiter an der Artillerieschule in Idar-Oberstein, bevor er von Oktober 1965 bis März 1970 Bataillonskommandeur des Panzerartilleriebataillons 245 in Landshut war. Im Folgenden wurde er stellvertretender Brigadekommandeur der Panzergrenadierbrigade 4 in Göttingen, die in seiner Dienstzeit zur Jägerbrigade 4 umgegliedert wurde. Ab Juli 1971 war er Regimentskommandeur des Gebirgsartillerieregiments 8 in Landsberg am Lech und von Oktober 1974 bis März 1976 Brigadekommandeur der Gebirgsjägerbrigade 23 in Bad Reichenhall.
Im April 1976 wurde er zum Brigadegeneral ernannt und im selben Monat Kommandeur Artilleriekommando 2 (Korpsartilleriekommandeur) des II. Korps in Ulm. Mit Ablauf des September 1980 wurde er in den Ruhestand versetzt.
Vogl ist verheiratet und hat ein Kind.

## Auszeichnungen
- Eisernes Kreuz I. Klasse (1944)
- Verwundetenabzeichen in Silber (1944)
- Sturmabzeichen (1944)
- Verdienstkreuz 1. Klasse des Verdienstordens der Bundesrepublik Deutschland (1979)